# Kaart met een ontwerp voor een scheepvaartverbinding tussen Montfoort en Amsterdam
Kaart met een ontwerp voor een scheepvaartverbinding tussen Montfoort en Amsterdam is een kaart, die in 1554 gemaakt werd naar aanleiding van plannen voor een kanaal tussen Amsterdam en Montfoort.

## Beschrijving
De kaart laat het Amstelland zien en het westelijke gedeelte van het gewest Utrecht met in het uiterste noorden de stad Amsterdam, rechts de stad Utrecht en middenonder Montfoort. De kaart is schematisch van opzet. De Oude Rijn en de Lek zijn voorgesteld als kaarsrechte rivieren die van oost naar west stromen. De kaart is gemaakt naar aanleiding van het plan om tussen Amsterdam en Montfoort een kanaal aan te leggen. Dit kanaal is op de kaart aangegeven met de tekst "nieuwe graft" en "by graft" en moest de Hollandse IJssel in het zuiden verbinden met de Amstel in het noorden.
Het initiatief kwam vooral van Montfoort. In een brief die waarschijnlijk dateert van eind 1554 aan de stad Amsterdam zet het gemeentebestuur van Montfoort alle voordelen op een rijtje: "dat men deur dien [= het nieuwe kanaal] 't koern, zaet, hennep en anders wassende in den selve lande ende dorpen alhier t'Amsterdam ter marct sall moegen brengen ende wederomme alderley waer, goet en comanschap van hier [= Montfoort] derwairts brengen". Amsterdam was aanzienlijk groter dan Montfoort en dus was het kanaal vooral in het voordeel voor Montfoort. Het plan werd uiteindelijk niet uitgevoerd. Montfoort wilde dat Amsterdam voor een bedrag van 600 carolusgulden mee zou betalen, maar Amsterdam wilde niet meer dan 200 carolusgulden bijdragen. In 1554 deed Jan van Montfoort nog een tevergeefse bemiddelingspoging.

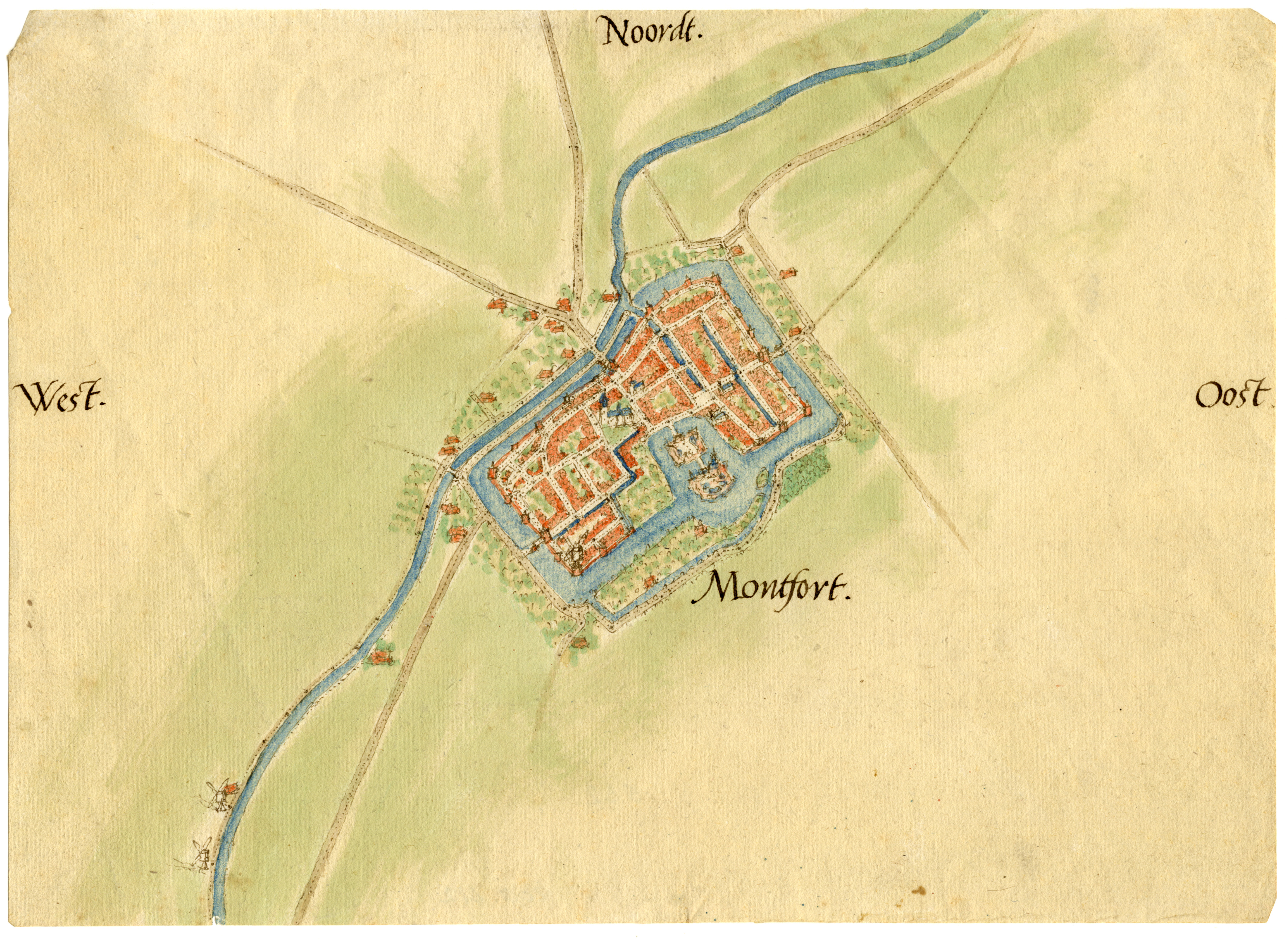
Jacob van Deventer. Plattegrond van de stad Montfoort, met de Hollandsche IJssel en de directe omgeving. 1540-1560. Utrecht, Het Utrechts Archief.

De kaart bevindt zich in het Stadsarchief Amsterdam tussen correspondentie van de stad in het jaar 1554, zodat het aannemelijk is dat de kaart in dat jaar ontstond. Van alle plaatsen die op de kaart staan is Montfoort het meest gedetailleerd weergegeven. Het lijkt hier te gaan om een stadsprofiel naar het leven getekend, maar vergelijking met de zeer nauwkeurige kaart door Jacob van Deventer uit ongeveer dezelfde tijd toont aan dat het stadje er nooit zo uit heeft uitgezien. Ook de stadsgezichten op deze kaart zijn dus schematisch weergegeven. In het profiel van Montfoort zijn te herkennen van links naar rechts: de Willeskopperpoort, de donjon van het Kasteel Montfoort, de IJsselpoort, de Commanderij van Sint-Jan, het Oudemannengasthuis, het Gasthuis en de Heeswijkerpoort. Op dezelfde manier, maar dan minder gedetailleerd is het profiel van Amsterdam weergegeven met van links naar rechts: de Nieuwe Kerk, de Begijnhofkerk, de Regulierspoort, het stadhuis, de toren Swych Utrecht en de Oude Kerk.